# Железничка станица Владичин Хан
Железничка станица Владичин Хан је једна од железничких станица на прузи Ниш-Прешево. Налази се у насељу Владичин Хан у оптшини Владичин Хан. Пруга се наставља ка Сувој Морави у једном и Момином камену у другом смеру. Железничка станица Владичин Хан састоји се из 4 колосека.